# Liste der Biografien/Willig
Liste der Biografien |
Portal Biografien |
Personensuche
# |
A |
B |
C |
D |
E |
F |
G |
H |
I |
J |
K |
L |
M |
N |
O |
P |
Q |
R |
S |
T |
U |
V |
W |
X |
Y |
Z |
?
 
Wa |
Wc |
Wd |
We |
Wh |
Wi |
Wj |
Wl |
Wn |
Wo |
Wr |
Ws |
Wt |
Wu |
Ww |
Wy |
Wz
 
Wia |
Wib |
Wic |
Wid |
Wie |
Wif |
Wig |
Wih |
Wii |
Wij |
Wik |
Wil |
Wim |
Win |
Wio |
Wip |
Wir |
Wis |
Wit |
Wiv |
Wiw |
Wix |
Wiz
 
Wila |
Wilb |
Wilc |
Wild |
Wile |
Wilf |
Wilg |
Wilh |
Wili |
Wilj |
Wilk |
Will |
Wilm |
Wiln |
Wilo |
Wilp |
Wilr |
Wils |
Wilt |
Wilu |
Wilw |
Wily |
Wilz
 
Willa |
Willb |
Willc |
Willd |
Wille |
Willf |
Willg |
Willh |
Willi |
Willj |
Willk |
Willm |
Willn |
Willo |
Willr |
Wills |
Willu |
Willv |
Willw |
Willy
 
Willia |
Willib |
Willic |
Willie |
Willig |
Willik |
Willim |
Willin |
Williq |
Willir |
Willis |
Willit |
Williu
Die Liste der Biografien führt alle Personen auf, die in der deutschsprachigen Wikipedia einen Artikel haben. Dieses ist eine Teilliste mit 21 Einträgen von Personen, deren Namen mit den Buchstaben „Willig“ beginnt.

## Willig
- Willig, Axel (1938–1998), deutscher Zoologe
- Willig, Carl Gottlieb, deutscher Konvertit vom jüdischen zum christlichen Glauben und Verfasser verschiedener Schriften dazu
- Willig, Eugenie (1879–1954), württembergische Politikerin (DDP), MdL 1919–1920
- Willig, Fritz (* 1941), deutscher Rechtsanwalt und Notar, Schriftsteller und ehemaliger Präsident von Hannover 96
- Willig, George (* 1949), US-amerikanischer Gebäudekletterer, Stuntman und Buchautor
- Willig, Luise (1873–1917), deutsche Theaterschauspielerin
- Willig, Matt (* 1969), US-amerikanischer Schauspieler und American-Football-Spieler
- Willig, Nico (* 1980), deutscher Fußballtrainer
- Willig, Nicolaus von der (1730–1798), deutscher Kaufmann und Vorsitzender der Handelskammer
- Willig, Wilhelm (1910–1992), deutscher Politiker (KPD), MdL

### Willige
- Willige, Wilhelm (1890–1963), deutscher Gymnasiallehrer (Germanist, Altphilologe) und Übersetzer
- Willigen, Chrisje van der (1850–1931), niederländische Malerin und Grafikerin
- Willigen, Marius Anton van (* 1962), niederländischer Theologe reformierten Bekenntnisses
- Willigen, Volkert Simon Maarten van der (1822–1878), niederländischer Mathematiker, Physiker und Professor
- Williger, Eduard (1899–1932), deutscher Klassischer Philologe
- Williger, Karl, deutscher Landrat
- Willigers, Joseph B. (1930–2012), niederländischer Ordensgeistlicher, römisch-katholischer Bischof von Jinja
- Williges, Frank (* 1962), deutscher Politiker (CDU), MdL
- Williges, Thorsten (* 1969), deutscher Handballspieler

### Willigh
- Willighagen, Amira (* 2004), niederländische SängerinAmira Willighagen (* 2004)

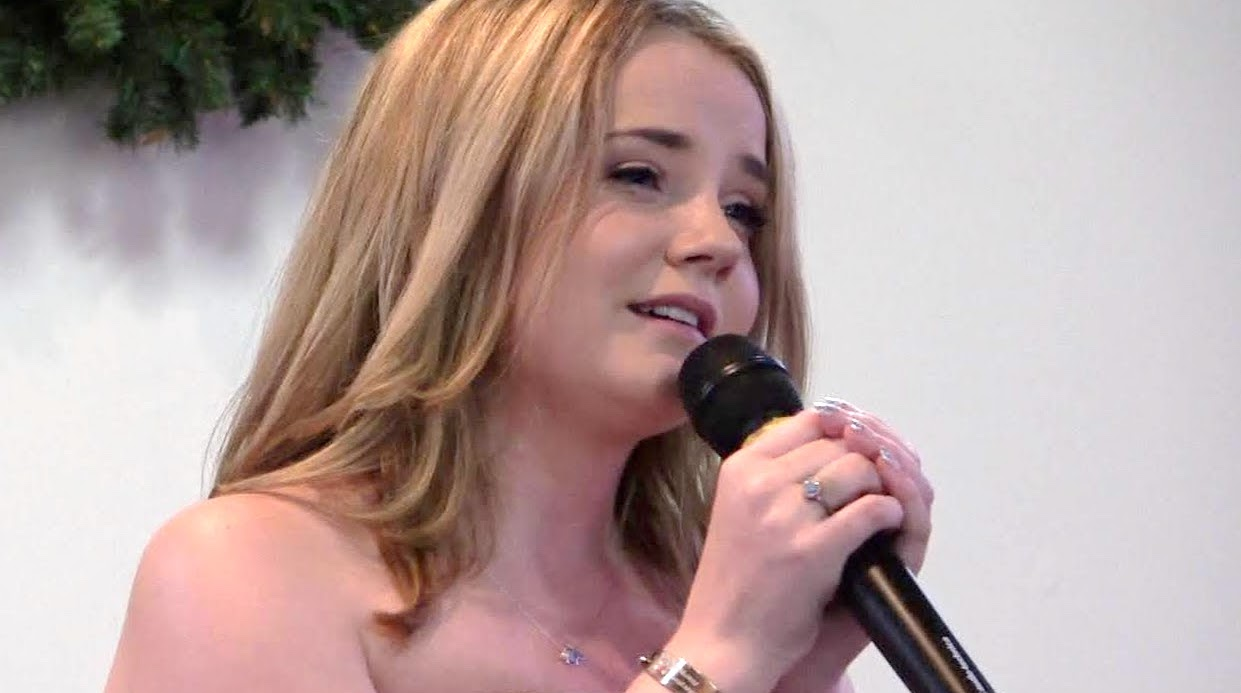
Amira Willighagen (* 2004)

### Willigi
- Willigis († 1011), Erzbischof von Mainz, Heiliger der katholischen Kirche